# Guido Gezelleplein

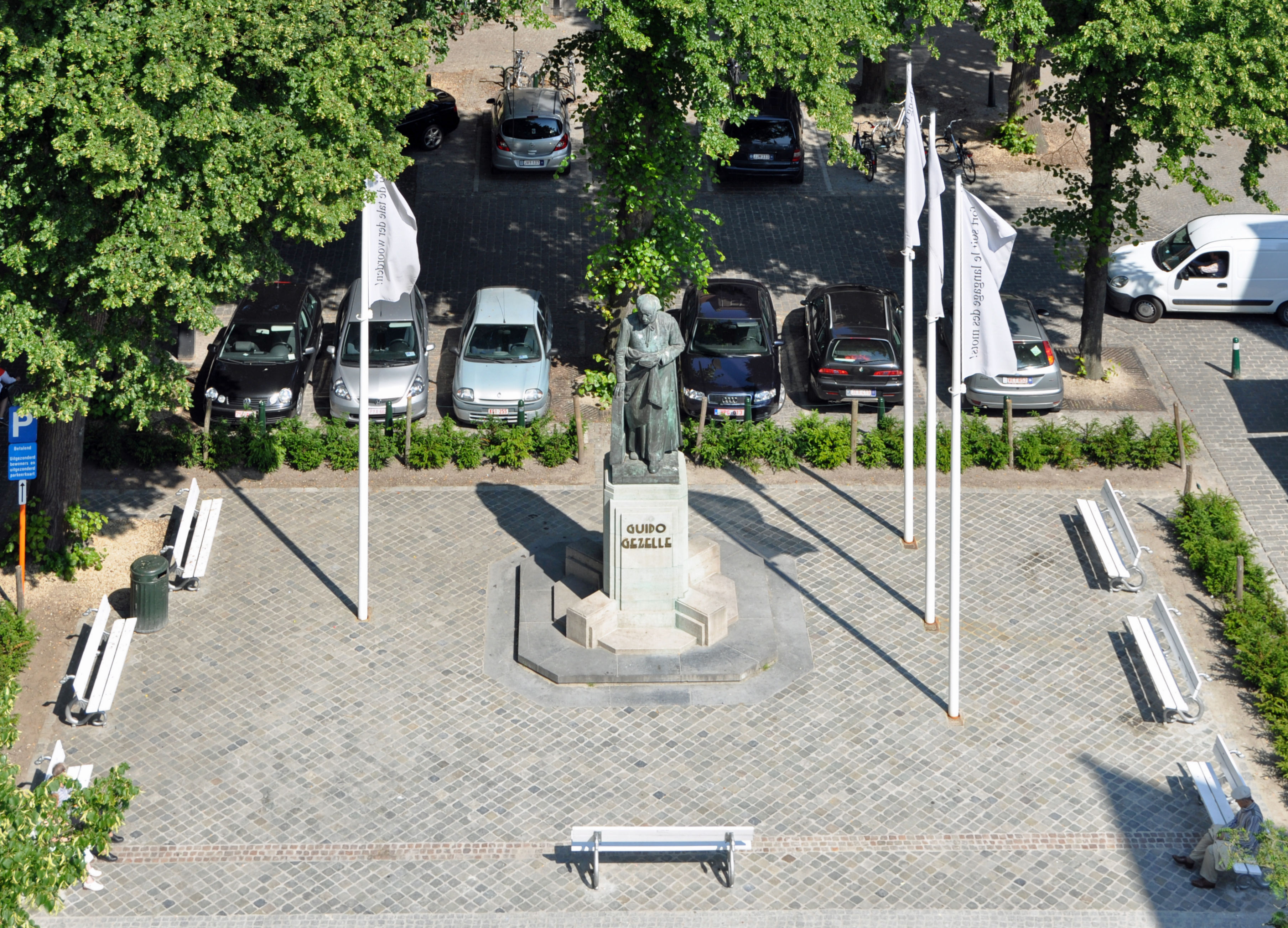
Guido Gezelleplein en standbeeld

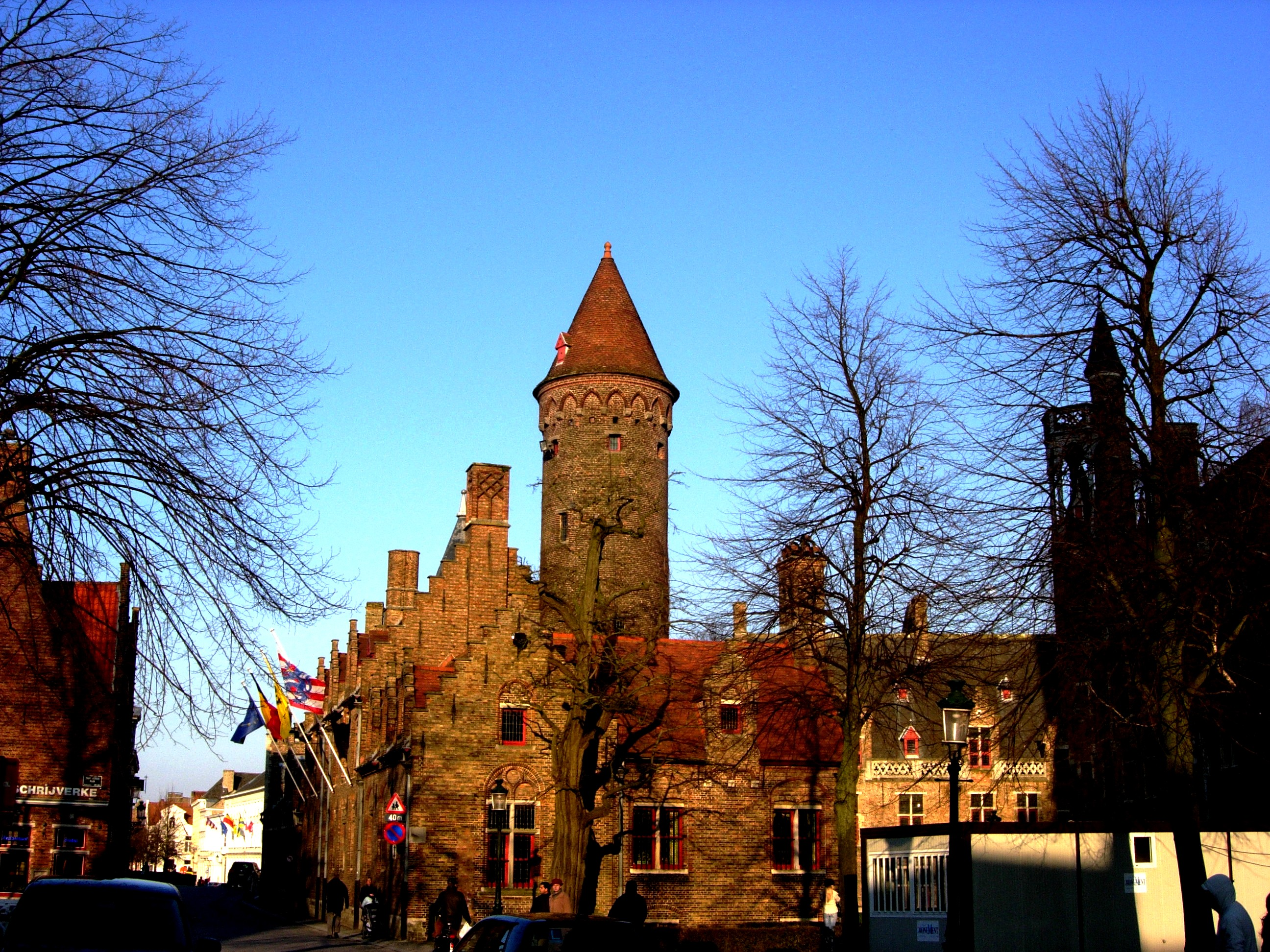
Zicht op Guido Gezelleplein en de Gruuthusestraat

Het Guido Gezelleplein bevindt zich in het centrum van Brugge.

## Geschiedenis
Nadat in 1906 een praalgraf was opgericht op het Brugs kerkhof, om er het stoffelijk overschot van Guido Gezelle in te bewaren, besliste men ook in de binnenstad een monument te zijner nagedachtenis op te richten. Het initiatief hiervoor werd in de eerste plaats genomen door het Davidsfonds.
Het werd een levensgroot bronzen standbeeld door de beeldhouwer Jules Lagae. Het werd in 1930 ingehuldigd, in aanwezigheid van koning Albert I en koningin Elisabeth. Het monument werd geplaatst op het plein dat tot dan de naam Onze-Lieve-Vrouw-Kerkhof Noord droeg. In 1963 besloot het stadsbestuur de naam te veranderen in Guido Gezelleplein, hiermee bekrachtigend wat in de volksmond al lang was gebeurd.